# Aachener Straße 12 (Mönchengladbach)

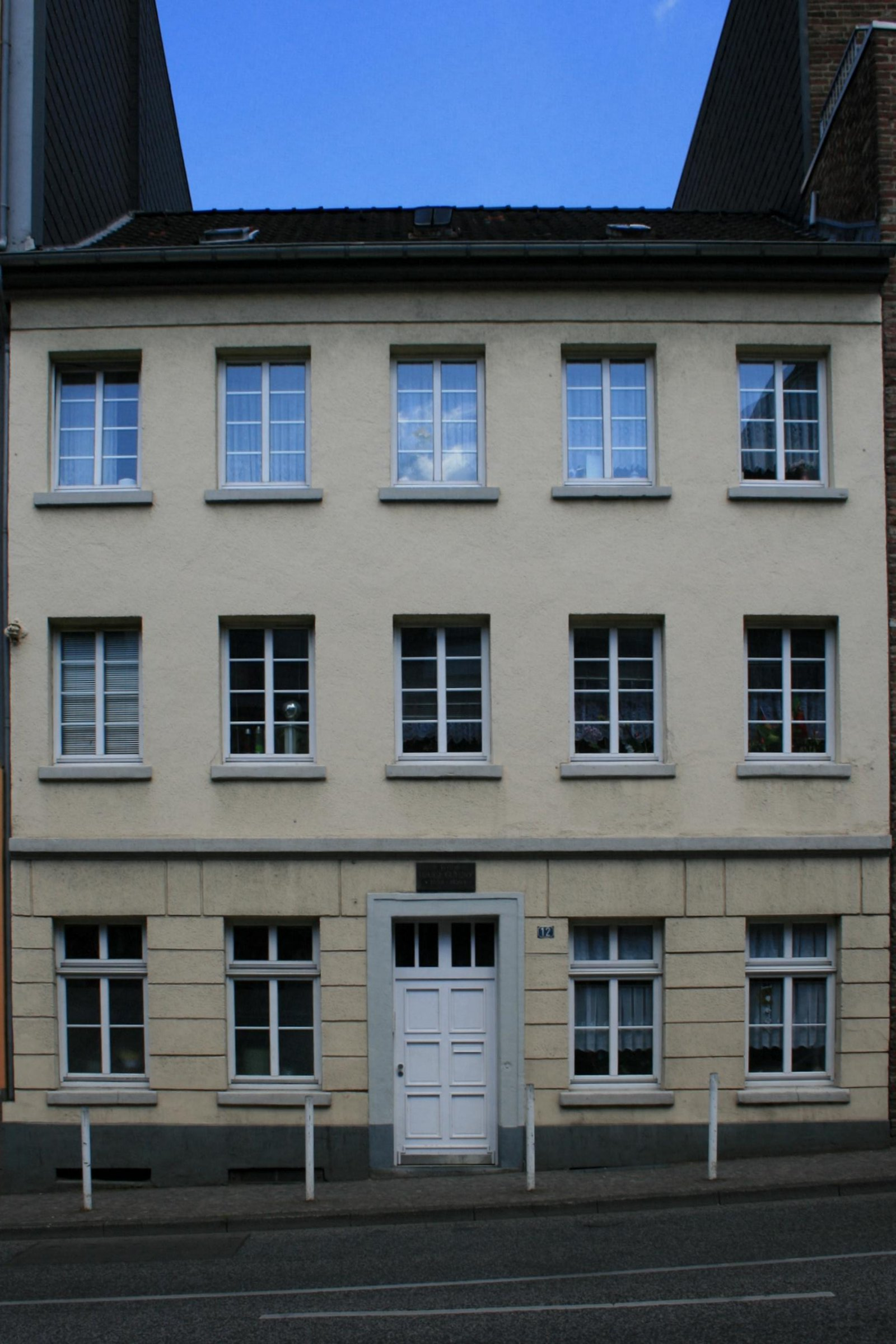
Wohnhaus (2010)

Das Wohnhaus Aachener Straße 12 steht in Mönchengladbach (Nordrhein-Westfalen) im Stadtteil Gladbach. Es wurde in der Mitte des 19. Jahrhunderts erbaut. Das Haus ist unter Nr. A 043 am 15. August 1996 in die Denkmalliste der Stadt Mönchengladbach eingetragen worden.

## Architektur
Es handelt sich um ein traufständiges, fünfachsiges Backsteingebäude mit mittelaxialer Erschließung, zwei Obergeschossen unter Satteldach und Hinterhofbebauung. Abgesetzter Spritzsockel vor der Erdgeschoss-Verkleidung aus scharriertem Putz, Obergeschoss verputzt und gestrichen. Hochrechteckige Fenster mit Sohlbänken. Das Vorderhaus ist halb unterkellert. Im Erdgeschoss vier Räume und Durchgang zum Hof. In den Obergeschossen jeweils fünf Räume. Dachstuhl mit liegendem Stuhl, die Balken wurden ausweislich der Abbundzeichen abgenommen und neu aufgesetzt.